# کوه‌های مقدس

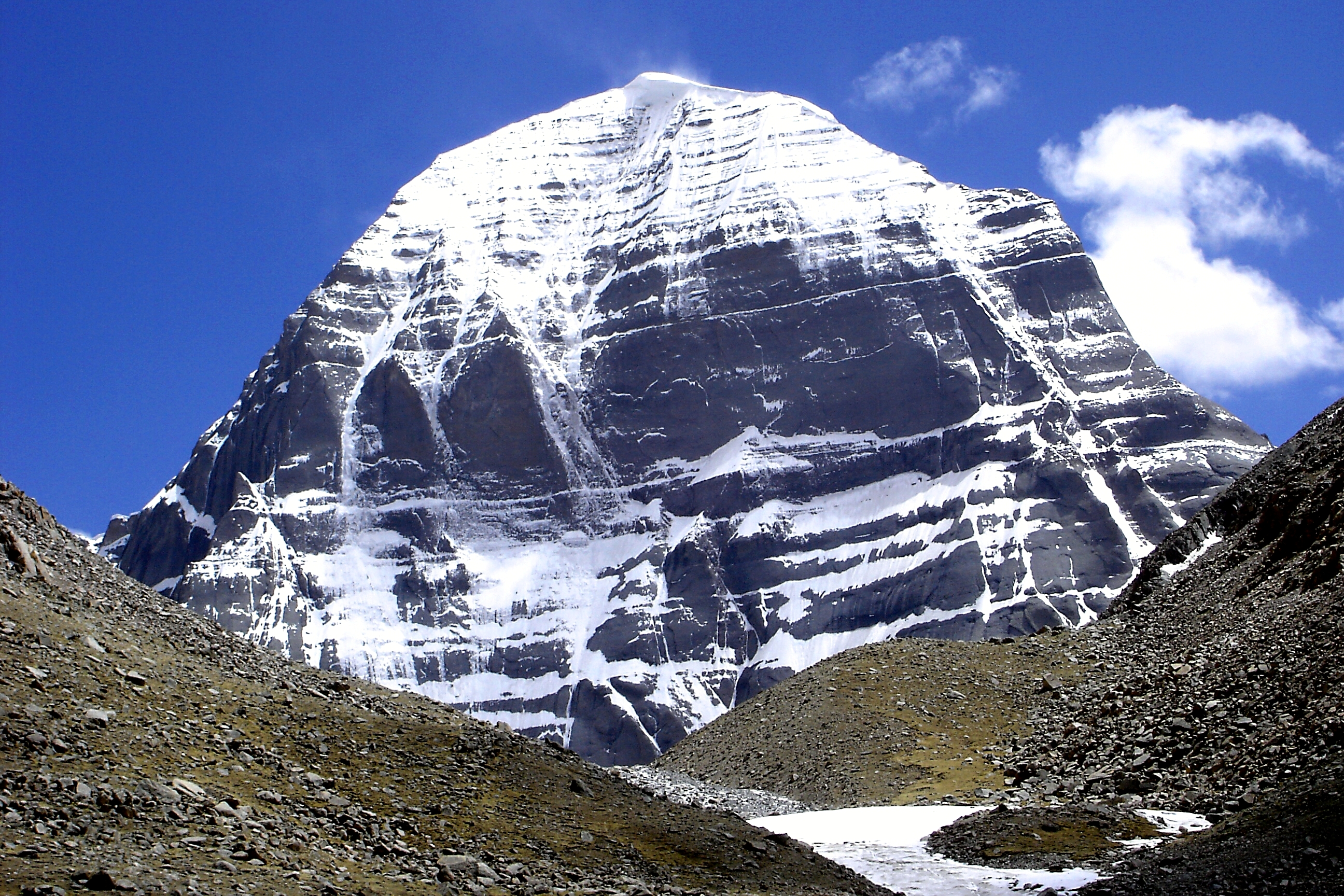
وجه شمالی کوه کایلاش، کوهی در منطقه خودمختار تبت چین که توسط چهار دین مقدس شناخته شده‌است.

کوه‌های مقدس در برخی از ادیان معین از ارکان اصلی دین هستند و در بسیاری از ادیان دیگر جنبهٔ افسانه‌ای دارند. برای بسیاری، نمادین‌ترین جنبه کوه قله است زیرا اعتقاد بر این است که نزدیک‌ترین مکان به بهشت یا دیگر جهان‌های مذهبی است. بسیاری از آیین‌ها دارای سنت‌هایی هستند که محور آن بر کوه‌های مقدس قرار گرفته یا کوه‌هایی را مقدس می‌پندارند (مانند کوه المپ در اساطیر یونان یا مربوط به وقایع معروف هستند (مانند کوه سینا در یهودیت. در بعضی موارد، کوه مقدس کاملاً افسانه‌ای است، مانند هره برزیتی در مزدیسنا. اعتقاد بر این است که کوه کایلاش محل زندگی خدایان هندو شیوا و پارواتی است و در چهار دین هندوئیسم، آیین بودایی، بون (دین) و جین (دین) مقدس قلمداد می‌شود. آتشفشان‌ها، مانند کوه اتنا در ایتالیا نیز مقدس شناخته می‌شدند، در اساطیر روم اعتقاد بر این بود که کوه اتنا خانه وولکان خدای آتش و جنگ رومی بوده‌است.

## کوه‌های مقدس در شینتو
کوه‌پرستی یکی از قدیمی‌ترین انواع شینتو (دین ملی ژاپن) است. در عهد باستان بسیاری از کوه‌های مهم ژاپن مقدس دانسته می‌شدند. اما امروزه غالب آنان دیگر موضوع خاص پرستش نیستند. هر کوهی که منزلگاه یک کامی باشد به نام ری‌زان یا «کوه روح» یا به نام شین‌تای-سان «کوه بدن» یا «جسم‌الهی» خوانده می‌شود. مشهورترین کوه مقدس ژاپن کوه فوجی است که وقف پرستش همسرِ نینیگی-نو-میکوتو، ایزدبانو کونوهاناساکویا-هیمه، جد اعلای اولین امپراتور ژاپن است.